# Immeuble de Surrel
L'immeuble de Surrel est un immeuble situé en France sur la commune d'Aurillac (Cantal), en région Auvergne-Rhône-Alpes.

## Localisation
Le monument se trouve 25 rue du Collège.

## Historique
À l’origine composée de deux bâtiments distincts construits aux XIVe et XVe siècles, la maison a été progressivement remaniée et réunie à la fin du XVIIIe siècle. Un portail du début du XVIIe siècle, provenant de l’ancienne chapelle des Carmes, a été intégré à l’ensemble. Divers aménagements ont été réalisés jusqu'au XVIIIe siècle, reflétant l’évolution du goût bourgeois à Aurillac.

### Protection
L'immeuble est inscrit partiellement au titre des monuments historiques par arrêté du 22 mai 1978.

## Description
L’aile gauche conserve une porte du XIVe siècle avec son vantail d’origine ; l’aile droite, édifiée un siècle plus tard, présente une fenêtre gothique tardive et une porte datée de 1762. La cour est fermée par une aile à balcons en fer forgé. Le portail à pointes de diamant, les piliers et les bornes chasse-roues ornent la façade. À l’étage des communs, une pièce décorée de boiseries peintes et de toiles évoque des scènes de chasse et des paysages imaginaires.